# 007 ليجندز
أساطير 007 (بالإنجليزية: 007 Legends)‏ هي لعبة فيديو من نوع تصويب منظور الشخص الأول من بطولة الشخصية الخيالية عميل المخابرات البريطانية جيمس بوند. طورتها يوروكوم ونشرتها أكتيفجن في أكتوبر 2012 لمنصتي بلاي ستيشن 3 وإكس بوكس 360، وفي 2 نوفمبر 2012 لمنصة مايكروسوفت ويندوز، وفي ديسمبر 2012 لمنصة وي يو. اللعبة متاحة بقرص مدمج، بالإضافة إلى تحميل رقمي عبر بلاي ستيشن نيتورك وإكس بوكس ستور يوم إصدار اللعبة، بالرغم أنها حُذِفت من كل المتاجر الرقمية دون تحذير في يناير 2013. نسخة وي يو لمنطقة بال قد أُصدرت في بعض الأجزاء من أوروبا في 6 ديسمبر 2012، وفي المملكة المتحدة في 21 ديسمبر 2012. أُلغي الإصدار في أستراليا.
أُصدرت اللعبة لتتزامن مع الذكرى السنوية الخامسة عشر من سلسلة أفلام جيمس بوند. لتحقيق هذا، تضمنت حملة اللعب الفردي مهمة واحدة من كل عصور الممثلين الست، وهي إصبع الذهب (شون كونري) وفي الخدمة السرية لجلالتها (جورج لازينبي) وحاصد القمر (روجر مور) ورخصة للقتل (تيموثي دالتون) ومت في يوم آخر (بيرس بروسنان) وأُصدرت سكايفول (دانيال كريغ) محتوى قابل للتحميل لمنصات إكس بوكس 360 وبلاي ستيشن 3 والحاسوب الشخصي ومتضمنة على قرص مدمج لنسخة وي يو. بالإضافة إلى ذلك، بعض من الموهبة الأصلية من الأفلام تضيف تشابهها وأصواتها إلى الشخصيات.
عند إصدارها، تلقت أساطير 007 مراجعات سلبية عامةً من النقاد، الذين انتقدوا اختيار المهام ونظام اللعب العليل ونقص القصة الشاملة؛ ومع ذلك فإن نظام اللعب الجماعي بها قد جذب بعض الإشادات. هي رابع لعبة لجيمس بوند وآخر لعبة تصدرها أكتيفجن وآخر لعبة طورتها يوروكوم قبل توقفها عن العمل. في نوفمبر 2020، أُعلن عن لعبة جيمس بوند جديد تطورها آي أو إنتراكتيف قد دخلت حيز التطوير، لتسلب منها لقب آخر لعبة جيمس بوند.

## نظام اللعب
بُنيت اللعبة على المحرك الذي استخدمته يوروكوم للعبة السابقة، غولدن آي 007: ريلودد، تتشارك معها أساطير 007 الكثير من نفس نظام اللعب، ومع ذلك يوجد بعض الإضافات الملحوظة والتعديلات. التغير الأكثر بروزًا هو التركيز الأكبر على اللعب المتسلل، بزيادة الذكاء الاصطناعي للأعداء للشك والتحقق. خلال الحملة سيُوضع اللاعبون في مواقف تتطلب منهم التسلل للعبور، وغالبًا قد يكون الركض وإطلاق النار خيارًا أيضًا. لإتمام مواقف التسلل تلك، سيتطلب من اللاعبين الوصول إلى ثلاث أدوات من بداية الحملة: الهاتف الذكي العائد، والذي يحتوي على أنماط رؤية جديدة وقدرات تقريب الصور؛ وقلم سهمي يمكنه إطلاق ثلاثة أنواع مختلفة من السهام، تتضمن سهام التضليل والصدمة والتهدئة؛ وساعة معصم يمكنها تعقب الأعداء وإطلاق الليزر وإظهار الأعداء القريبين والكاميرات.
إضافة ملحوظة أخرى هي تأسيس نظام تقدم الخبرة. يمكن للاعبين استخدام الخبرة لإتاحة الأدوات والأسلحة (والملحقات) وقدرات بوند الجسدية أو ترقيتها. تتضمن النقاط الملحوظة الأخرى هي وجود مستوى واحد على الأقل من مستويات المركبات في كل مهمة، قدرة قتال يدوي حر جديدة تسمح للاعبين بالتحكم باللكمات بعصي التحكم التناظرية. بوجود نمط مهام عمليات جهاز الاستخبارات البريطانية من لعبة غولدن آي 007: ريلودد، ستقدم التحديات مهمات إضافية مستندة على الهجوم والإقصاء والتسلل والأهداف الدفاعية، بمستوى صعوبة يمكن تعديله. الجديد في هذا النمط أنه يمكن لعب مهمات خاصة لبعض الأشرار والرفاق من حملة اللعب الفردي. ونقاط اللاعبين ستُرفع على لوحات على الإنترنت.
اللعب المتعدد مدعوم في كل المنصات. انقسام الشاشة لأربعة زوايا متاح للعب الجماعي المحلي في حين تصل سعة اللعب على الإنترنت إلى 12 لاعب في مباراة. تُحدد خبرة اللاعبين في اللعب المتعدد استنادًا إلى مستواهم، مثل المستوى 50 (عميل 00 رتبة 0). ملابس الشخصيات وخرائطهم من اللعب الفردي متاحة للاعبين. يستطيع اللاعبون أيضًا التزود بالأدوات لتحسين قدراتهم، مثل أداة التبديل السريع والتي تقسم وقت تبديل الأسلحة إلى نصفين. السيناريوهات المكشوفة هي النزاع والمسدس الذهبي وأنت تعيش مرتين فقط والتصعيد ومُنجِّم البيانات ونزاع الفرق وإيكاروس والصندوق الأسود.

## الحبكة
تستهل اللعبة بمشهد المطاردة في سكايفول، والذي فيه عميل الاستخبارات البريطانية جيمس بوند (يشبه دانيال كريغ ولكن بصوت تيموثي واطسون) يطارد المرتزق باتريس في إسطنبول، ليصاب بعيار ناري بالخطأ من رفيقته إيف مانيبيني (ناعومي هاريس). أثناء غوصه غرقًا في النهر أسفل القطار، يبدأ بوند باسترجاع ذكريات لمهام سابقة قد نفذها بين فيلمي كم من العزاء وسكايفول.

## التطوير
طُورت 007 ليجندز لتتزامن الذكرى الخمسين لسلسلة أفلام جيمس بوند. إذ أنها تدمج قصص أفلام جيمس بوند الستة، حيث اِختير أحد الأفلام من كل ممثل لشخصية جيمس بوند، وأعادت اللعبة حكايتها بسرد شامل يربط بعضها البعض، من حيث تقدم جيمس بوند، من بداية اختياره عميلاً حتى أصبح مخضرمًا ليعطى اللقب 007. ينخرط اللاعب في مهمات بوند التقليدية في اللعبة وهو يلعب بشخصية الممثل دانيال كريغ المجسد لبوند، على طول خطوط لعبة 2010 المستحدثة غولدن آي 007 لمنصة وي ومنفذ منصتي بلاي ستيشن 3 وإكس بوكس المسمى غولدن آي 007: ريلودد. في إعلان اللعبة بتاريخ 18 أبريل 2012، لم تعلق الشركة الناشرة أكتيفجن بشأن أي فيلم سيُستخدم في اللعبة، ولكنها صرحت بأن فيلم سكايفول سيعد الحصة الأخيرة من اللعبة.
تمثلت المهمة الأولى بفيلم حاصد القمر، في حين أن المهمة الثانية كانت مقتبسة من فيلم في الخدمة السرية لجلالتها. أما فيلم إصبع الذهب فإنه قد مثل المهمة الافتتاحية للعبة، في حين ظهر فيلما رخصة للقتل ومت في يوم آخر. المهمة الوحيدة التي لم تكن ضمن قرص اللعبة نفسها هي مهمة «سكايفول»، والتي قد أُصدرت في 20 نوفمبر 2012 بصيغة محتوى قابل للتحميل مجاني، لأن لعبة 007 ليجندز قد أُصدرت قبل فيلم سكايفول بأسبوع واحد بدور العرض. المحتوى التحميلي سكايفول متاح للبلاي ستيشن 3 والحاسوب الشخصي والإكس بوكس 360 ومضمن على القرص على الوي يو. كتب بروس فيرشتاين - الذي كتب ثلاثة أفلام وأربعة ألعاب في عالم جيمس بوند، النص مع روبن ماثيوز، الذي يعمل لصالح يوروكوم.

## الموسيقى
عاد الملحنون من إصدار سابق في السلسلة - غولدن آي 007 - لعزف الموسيقى التصويرية للعبة 007 ليجندز. ألف كيفن كينر الموسيقى التصويرية ولحَّنها، في حين ألف ديفيد أرنولد لحن الآلات الموسيقية الخاص به لأغنية إصبع الذهب لشارة العنوان الرئيسية.

## الاستقبال
| استقبال |                                                                                    |
| --- | ---------------------------------------------------------------------------------- |
| الدرجات الإجمالية المجموع نقاط غيم رانكينغز (بلاي ستيشن 3) 48.35% [ 28 ] (إكس بوكس 360) 47.74% [ 29 ] (وي يو) 40.67% [ 30 ] (الحاسوب الشخصي) 16.00% [ 31 ] ميتاكريتيك (إكس بوكس 360) 45/100 [ 32 ] (بلاي ستيشن 3) 41/100 [ 33 ] (الحاسوب الشخصي) 26/100 [ 34 ] نتائج المراجعة نشرة نقاط يورو غيمر 3/10 [ 35 ] غيم إنفورمر 4/10 [ 36 ] آي جي إن 4.5/10 [ 37 ] ذا غلوب آند ميل 5/10 [ 38 ] |                                                                                    |
| الدرجات الإجمالية |                                                                                    |
| المجموع | نقاط                                                                               |
| غيم رانكينغز | (بلاي ستيشن 3) 48.35% (إكس بوكس 360) 47.74% (وي يو) 40.67% (الحاسوب الشخصي) 16.00% |
| ميتاكريتيك | (إكس بوكس 360) 45/100 (بلاي ستيشن 3) 41/100 (الحاسوب الشخصي) 26/100                |
| نتائج المراجعة |                                                                                    |
| نشرة | نقاط                                                                               |
| يورو غيمر | 3/10                                                                               |
| غيم إنفورمر | 4/10                                                                               |
| آي جي إن | 4.5/10                                                                             |
| ذا غلوب آند ميل | 5/10                                                                               |

حصدت لعبة 007 ليجندز تقييمات غير مبشرة من النقاد طبقًا لموقع جمع المراجعات ميتاكريتيك.
اتهم موقع آي جي إن اللعبة بالخروج من سياق لحظات سلسلة بوند الإبداعية بحشوها في لعبة رخيصة مستنسخة من كول أوف ديوتي وضعيفة الصنع، واسترسل قائلاً بأن نظام اللعب كان رتيبًا ومكررًا وقد صنع ذلك الإنتاج محاولة شبه حميمة لربط الأفلام المعاد صنعها ببعض، وغياب القصة الشاملة لم يحفز لاستمرار لعبها. انتقد موقع غيم إنفورمر هو الآخر، واصفًا إياها «بعبث لعنوان بلا وحي في أفضل الأحوال وشبه هشيم في أسوأ الأحوال»، وبالرغم أن المراجعة مدحت إعادة صنع الأفلام بصورة لعبة فيديو، إلا أنها هاجمت آليات نظام اللعب ووصفتها بأنها مُبالَغ في تبسيطها إذ أن اللاعب يتبع أوامر الشاشة لتنفيذ حركات معينة، والذي كان موهنًا بنظام تسلل «سيء بحق».
تسائل موقع ذا غلوب آند ميل عن اختيار المهمات في اللعبة، مدعيًا أن المعجبين اعتبروها من أسوأ الإصدارات في سلسلة أفلام بوند، وأن اللعبة ألقت باللاعبين في وسط مهمات بشرح شحيح أو سياق منعدم، خاتمًا كلامه بأن اللعبة «تبدو وكأنها تقليد منخفض التكاليف من كول أوف ديوتي».
أُشيد بأنماط تقسيم الشاشة في نظام اللعب الجماعي للعبة، إذ أبرز موقع آي جي إن أن انقسام الشاشة المحلية هي ميزة تتغاضى عنها ألعاب التصويب من منظور المتكلم (الشخص الأول) مرارًا، وقبل أن تُضاف لم يكن ليميز اللاعبون نظام اللعب الجماعي للعبة 007 ليجندز من نظام اللعب الجماعي للعبة غولدن آي 007 المستحدثة.
بسبب هذا الاستقبال، وانخفاض مبيعات ألعاب المنصات، قامت يوروكوم في الربع الرابع من عام 2012 بتسريح 150 موظفًا من أصل 200 من طاقم عملها، وقررت أن تركز على ألعاب الهاتف المحمول. في 4 يناير 2013، سحبت متجرا أكتيفيجن وستيم نسخ الحاسوب الشخصي لألعاب كوانتم أوف سالس: 007 وجيمس بوند 007: حجر الدم و007 ليجندز بدون أي مبرر أو تحذير. ولحق بهما إكس بوكس لايف وبلاي ستيشن نيتورك وسحبا نسختي إكس بوكس 360 وبلاي ستيشن 3، وذلك أثر على غولدن آي 007 المستحدثة. رُشحت لعبة 007 ليجندز لجائزة أفضل كتابة للعبة فيديو في جوائز نقابة الكتاب الأمريكية.

## روابط خارجية
- 007 ليجندز على موقع IMDb (الإنجليزية)